# Chambéon
Chambéon este o comună în departamentul Loire din sud-estul Franței. În 2009 avea o populație de 491 de locuitori.

## Evoluția populației
| An        | 1975 | 1982 | 1990 | 1999 | 2006 | 2009 |
| --------- | ---- | ---- | ---- | ---- | ---- | ---- |
| Populație | 250  | 281  | 360  | 369  | 441  | 491  |